# 广播节目编排
广播节目编排（英語：Broadcast Programming）是指在广播电台或电视台以日、周、月、季度或播出季长度为周期对节目内容进行组织、订购及排序的做法。在欧美国家，负责节目挑选及节目表策划的人一般是联播网节目编排总监；而在中国大陆，这个工作则是由总编辑室负责；日本和韩国则由编成局或编成委员会负责。
现在的广播公司普遍采用广播自动化来定期对节目编排进行调整，为新节目吸引观众、留存老观众以及与其他广播公司的节目进行竞争。大多数电视节目都是每周在黄金时段播出一次，然后再在其他时段重播一次；当然，也不乏例外。从微观上来说，广播节目编排是对节目传输的详细安排。安排什么节目或在什么时候播出，以确保可以充分或最大程度地利用广播时间。电视节目编排策略可以给电视节目最大机会以吸引和留住观众。编排策略既要在观众最有可能收看节目的时段向他们推送节目，同时还要确保广告商的广告能够达到最佳效果。
目前，随着数字平台及数字服务的增长，对电视节目内容的按需观看也变得普遍起来。这种平台或服务被称为“非线性媒体，它与线性电视台或线性频道的编排相对。

## 发展历史
从1936年各电视台开始定期播放节目开始，最早的电视节目只在晚间数个小时播出，而这些时段被称之为“黄金时段”。不过，随着时间的推移，现在电视节目不仅在晚间播出，连日间和周末也有节目播出。由于播出时间的增长，因此广播机构对新节目内容的需求也在增加。除了体育节目之外，综艺节目在黄金时段变得尤为重要。

## 编排策略

### 块状编排
块状编排是将一组具有互补性的节目编排在一起的广播节目编排方式。节目块通常是围绕特定的节目类型（例如：情景喜剧）、受众群体或其他因素而构建的。同时节目块在宣传的时候还会将这些节目打包以“总品牌”的名义推广，例如：美国广播公司的“TGIF节目块”、全国广播公司的“必看电视节目块”以及凤凰卫视的“凤凰冲击波”等。

### 桥接编排
桥接是一种处理两个节目之间“接合点”的特殊方法以阻止观众在这个时机更换频道。比较常见的做法就是在上一个节目即将结束的时候播出下一个节目的预告片，借助这样来吸引观众继续看下去。此外在实践中还有这样的做法，即下一个节目的主持人在上一个节目结尾的时候简短的出现或与这个节目的主持人互动，以给观众一个预看的效果；在新闻频道里，这样的做法被称为“抛梗”和“接梗”。比如喜剧中心的新闻讽刺节目《每日秀》及其衍生节目《科拜尔报告》就常常采用这个办法。《每日秀》的主持人乔恩·斯图尔特就经常与《科拜尔报告》的主持人史蒂芬·科拜尔在节目快结尾的时候通过分屏对话。